# Talât Sait Halman
Talât Sait Halman, né le 7 juillet 1931 à Istanbul et mort le 5 décembre 2014 à Ankara, est un poète, écrivain, traducteur, historien, professeur, diplomate et homme politique turc.

## Biographie

### Jeunesse et formation
Talât Sait Halman est scolarisé au Robert College d'Istanbul. Il obtient un master's degree en science politique de l'université Columbia.

### Enseignement
Talât Sait Halman enseigne à l'université Columbia de 1965 à 1971, à Princeton de 1972 à 1980, puis à l'université de Pennsylvanie. Entre 1986 et 1996, il dirige le département des langues et littératures du Proche-Orient de l'université de New York. En 2005, il devient doyen de la faculté de lettres et de sciences humaines de l'université Bilkent à Ankara.

### Politique
En 1971, Talât Sait Halman devient la première personne à occuper la fonction de ministre turc de la Culture.
La députée Nermin Neftçi lui succède en 1974.

## Distinctions
Talât Sait Halman est chevalier de l'Ordre de l'Empire britannique (GBE).